# Blaise Neyret
Pour les articles homonymes, voir Neyret.
Blaise Neyret, né le 6 août 1861 à Saint-Genest-Lerpt (Loire) et mort le 25 novembre 1931 à Saint-Étienne (Loire), est un homme politique français.
Droguiste industriel, il est conseiller municipal de Saint-Étienne de 1904 à 1919 et conseiller général de 1913 à 1919. Il est député de la Loire de 1914 à 1924, siégeant à droite, à la Fédération républicaine, puis à l'Entente républicaine démocratique. Il est le père de Jean Neyret, député et sénateur de la Loire.

## Source
- « Blaise Neyret », dans le Dictionnaire des parlementaires français (1889-1940), sous la direction de Jean Jolly, PUF, 1960 [détail de l’édition]